# Reduktive Evolution
Unter Reduktiver Evolution, auch Regressive Evolution oder Degenerative Evolution genannt, versteht man die Rückbildung eines Merkmals im Laufe der Stammesentwicklung (Phylogenese). Die beteiligten Prozesse umfassen vor allem den Verlust von Merkmalen. Beispiele wären: Rückbildung von Augen bei Höhlentieren, Verlust der Antibiotikaresistenz bei Bakterien, die diesen in ihrer Umwelt nicht mehr ausgesetzt sind, Verlust der schwarzen Farbmorphe beim Industriemelanismus nach Rückgang der Rußbelastung im englischen Kohlenrevier.
Dabei bleibt oft zunächst ein mehr oder weniger funktionsuntüchtiger Rest, ein Rudiment, zurück. Außerdem sind Fälle zu berücksichtigen, in denen ein bei einem Vorfahren ausgebildetes, aber später verlorenes Merkmal bei einigen Nachkommen erneut ausgebildet wird, sich also die Entwicklungsrichtung tatsächlich (zumindest dem Anschein nach) umkehrt.
Einige Evolutionsbiologen vermeiden den Begriff, weil er ihrer Ansicht nach zu Paradoxien führt. Evolution erfolgt dieser Ansicht nach immer nur in einer Richtung. Der Verlust von Merkmalen bildet niemals phylogenetisch ursprüngliche Merkmalszustände zurück, da Evolution zumindest auf genetischer Ebene unumkehrbar ist (Dollosches Gesetz). Organismen, denen ein bestimmtes Merkmal fehlt, ähneln ihren Vorfahren ohne dieses Merkmal demnach nur äußerlich, weisen aber eine eigene genetische Ausstattung auf, die ihre zukünftige evolutive Entwicklung mit bestimmt. Viele andere Evolutionsbiologen halten aber den Ausdruck für gerechtfertigt, sofern man diese Prozesse im Gedächtnis behält, also nicht von einer tatsächlichen Umkehr der zeitlichen Entwicklung ausgeht. Der Ausdruck wird, in dieser Form, in wissenschaftlichen Texten verbreitet angewandt.
Echte regressive Evolution, bei der ein verschwundenes Merkmal wieder auftritt, ist schwer zu unterscheiden von paralleler, oder konvergenter, Evolution, bei der ein ähnliches Merkmal bei verändertem Selektionsdruck ein zweites Mal unabhängig erworben wird. In diesem Fall ist die Ähnlichkeit zum Status des Merkmals bei dem Vorfahren nur äußerlich, die genetische Basis aber anders. Merkmale können tatsächlich wieder auftreten, wenn die zu ihrer Ausbildung notwendige genetische Ausstattung nicht verloren gegangen, sondern nur durch Prozesse der Genregulation unterdrückt oder durch Gen-Silencing deaktiviert worden ist. Bei sehr einfachen Punktmutationen als Ursache sind auch tatsächliche Rückmutationen (d. h. neue Mutationen, die die alte Sequenz exakt wiederherstellen) möglich. Zwar ist zu erwarten, dass funktionslose DNA-Sequenzen durch selektiv neutrale Mutationen mehr oder weniger rasch zerstört werden. Dies gilt allerdings dann nicht, wenn ein Merkmal durch Genrekrutierung eines Cis-Elements oder eines anderen Regulationsfaktors erworben worden ist. So sind die Muster auf den Flügeln von Schmetterlingen und anderen Insekten durch regulatorische Mechanismen gesteuert, die andernorts im Organismus andere, grundlegende Bedeutung besitzen (ein Fall von Pleiotropie). Wird ein solches Merkmal unterdrückt, in dem ein solcher genetischer „Schalter“ verloren geht, ist eine gleiche, oder zumindest sehr ähnliche, Entwicklung, mit Rückerwerb des Faktors, relativ plausibel denkbar.
Reduktive Evolution tritt besonders dann auf, wenn sich die Umweltbedingungen eines Organismus massiv verändern, so dass bisher lebenswichtige komplexe Organe ihren Sinn verlieren. Dies gilt beispielsweise bei der Evolution von Endoparasiten, die im Inneren ihres Wirts leben und zahlreiche Schutz- und Sinnesorgane hier nicht mehr benötigen. Ein weiteres, gut erforschtes Beispiel ist der Verlust von Augen bei Höhlenfischen. So sind bei der mexikanischen Art Astyanax mexicanus in Oberflächengewässern lebende sowie nahe verwandte, in Höhlen lebende Lokalpopulationen (oder Arten) bekannt, die die Augen zurückgebildet haben.